# Tripolitania

Localizarea fostei provincii în Libia.

Tripolitania (arabă: طرابلس‎ Ṭarābulus), este o regiune istorică și fostă provincie din Libia.